# Joan Fontaine

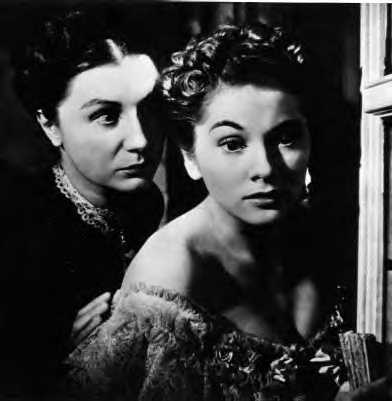
Joan Fontaine z Judith Anderson w filmie Rebeka (1940)

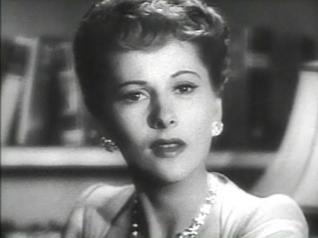
Joan Fontaine w filmie Podejrzenie (1941)

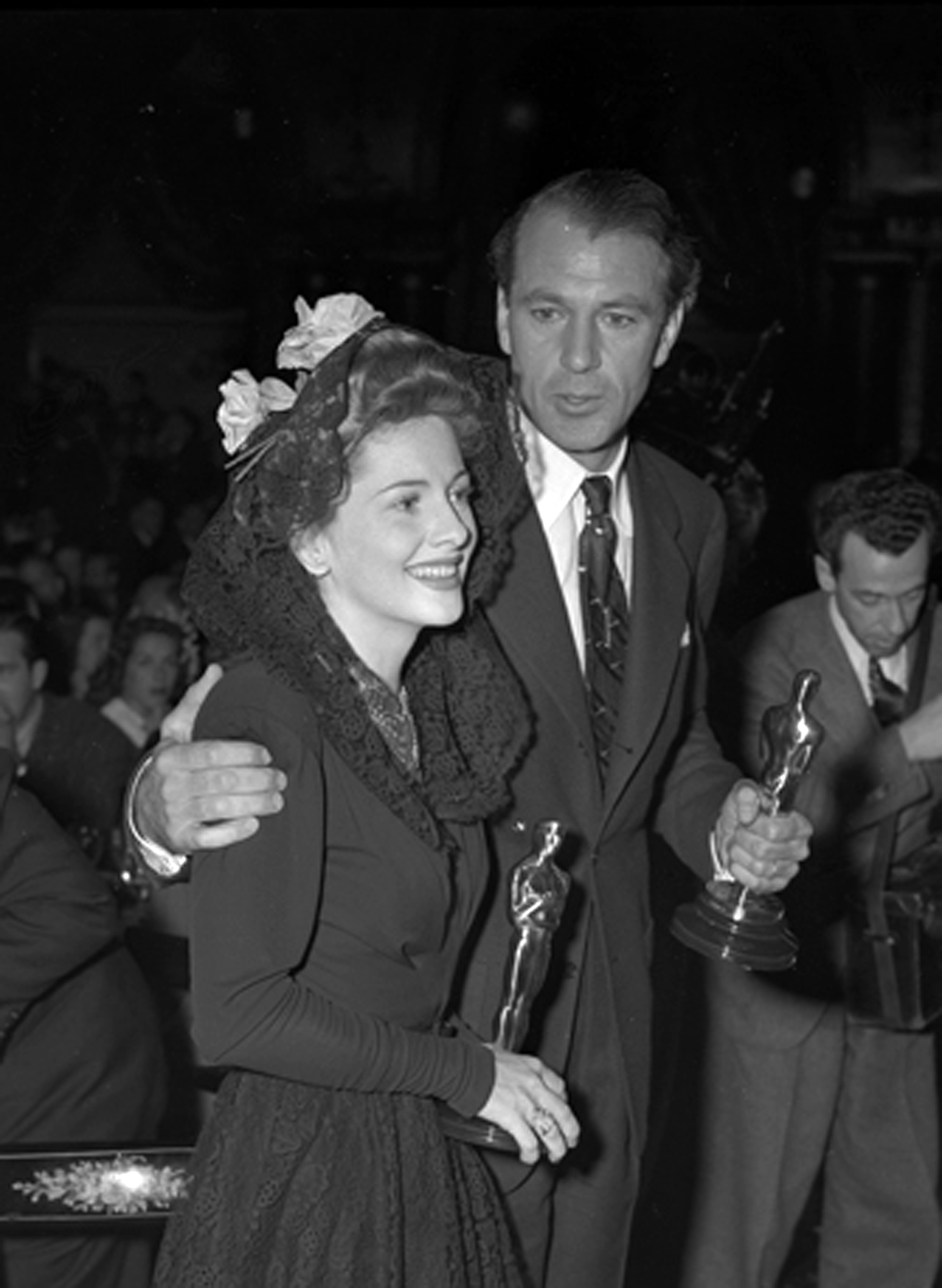
Joan Fontaine ze statuetką Oscara w kategorii Najlepsza aktorka pierwszoplanowa, przyznanej za film Podejrzenie; obok niej Gary Cooper, który otrzymał Oscara w kategorii Najlepszy aktor pierwszoplanowy za film Sierżant York (1942)

Joan Fontaine, właśc. Joan de Beauvoir de Havilland (ur. 22 października 1917 w Tokio, zm. 15 grudnia 2013 w Carmel-by-the-Sea) – amerykańska aktorka, zdobywczyni Oscara za rolę w filmie Podejrzenie.

## Życiorys
Młodsza siostra aktorki Olivii de Havilland. Wraz z siostrą zrealizowała marzenie matki, która przed wyjściem za mąż sama chciała zostać aktorką. Trudne relacje sióstr stały się legendą Hollywood. W dzieciństwie Joan nie cieszyła się dobrym zdrowiem, m.in. z tego względu rodzina osiadła w Kalifornii. Kształciła się częściowo w Tokio (po rozwodzie rodziców).
Po powrocie do USA przyłączyła się do grupy teatralnej w San Jose, z którą współpracowała już Olivia. Osiadła w Los Angeles i rozpoczęła karierę w branży filmowej pod nazwiskiem Joan Burfiels dla odróżnienia od starszej siostry. Debiutowała w 1935 w filmie No More Ladies. Nie odniosła sukcesu i przez dłuższy czas pozostawała bez propozycji filmowych. W 1937 przyjęła nowy pseudonim Joan Fontaine, zagrała w kilku filmach, m.in. You Can't Beat Love, Dziesięć lat życia, Kobiety, Gunga Din. Role te zostały dużo lepiej przyjęte.
W 1940 została po raz pierwszy nominowana do Oscara za Rebekę (w reżyserii Hitchcocka), przegrała jednak rywalizację o statuetkę z Ginger Rogers. Rok później zdobyła nagrodę za Podejrzenie (Suspicion, grała u boku Cary'ego Granta). Ponownie była nominowana w 1944 za film Wierna nimfa.
W późniejszych latach pracowała przede wszystkim dla telewizji i teatru (m.in. Broadwayu). Ostatnim filmem Fontaine był The Witches (1966). Została wyróżniona gwiazdą w Alei Gwiazd w Los Angeles.
Była czterokrotnie zamężna. Miała jedną biologiczną córkę Deborah (ur. 1948) i drugą adoptowaną, pochodzącą z Peru, Martitę (ur. 1946).
Zmarła 15 grudnia 2013 w swoim domu w Carmel-by-the-Sea. Miała 96 lat.

## Filmografia
Filmy fabularne
- 1935: No More Ladies jako Caroline Rumsey
- 1937: A Million to One jako Joan Stevens
- 1937: Music for Madame jako Jean Clemens
- 1937: Kłopoty małej pani (A Damsel in Distress) jako lady Alyce Marshmorton
- 1937: The Man Who Found Himself jako pielęgniarka Doris King
- 1937: You Can't Beat Love jako Trudy Olson
- 1937: Dziesięć lat życia (Quality Street) jako Charlotte Parratt (niewymieniona w czołówce)
- 1938: Sky Giant jako Meg Lawrence
- 1938: The Duke of West Point jako Ann Porter
- 1938: Maid's Night Out jako Sheila Harrison
- 1938: Blond Cheat jako Juliette 'Julie' Evans
- 1939: Zdobywca (Man of Conquest) jako Eliza Allen
- 1939: Kobiety (The Women) jako Peggy Day
- 1939: Gunga Din jako Emaline 'Emmy' Stebbins
- 1940: Rebeka (Rebecca) jako druga pani de Winter
- 1941: Podejrzenie (Suspicion) jako Lina McLaidlaw Aysgarth
- 1942: This Above All jako Prudence Cathaway
- 1943: Wierna nimfa (The Constant Nymph) jako Tessa Sanger
- 1944: Zatoka Francuza (Frenchman's Creek) jako Dona St. Columb
- 1944: Dziwne losy Jane Eyre (Jane Eyre) jako Jane Eyre
- 1945: The Affairs of Susan jako Susan Darell
- 1946: From This Day Forward jako Susan
- 1947: Ivy jako Ivy Lexton
- 1948: You Gotta Stay Happy jako Dee Dee Dillwood
- 1948: Cesarz walca (The Emperor Waltz) jako Johanna Augusta Franziska
- 1948: List od nieznanej kobiety (Letter from an Unknown Woman) jako Lisa Berndl
- 1948: Kiss the Blood Off My Hands jako Jane Wharton
- 1950: Born to Be Bad jako Christabel Caine
- 1950: September Affair jako Manina Stuart
- 1951: Darling, How Could You jako Pani Alice Grey
- 1952: Something to Live for jako Jenny Carey
- 1952: Otello (The Tragedy of Othello: The Moor of Venice) jako Page (niewymieniona w czołówce)
- 1952: Ivanhoe jako lady Rowena
- 1953: Bigamista (The Bigamist) jako Eve Graham
- 1953: Flight to Tangier jako Susan Lane
- 1953: Noce Dekamerona (Decameron Nights) jako Fiametta
- 1954: Casanova's Big Night jako Francesca Bruni
- 1956: Ponad wszelką wątpliwość (Beyond a Reasonable Doubt) jako Susan Spencer
- 1956: Serenade jako Kendall Hale
- 1957: Zanim dopłyną (Until They Sail) jako Anne Leslie
- 1957: Wyspa w słońcu (Island in the Sun) jako Mavis Norman
- 1958: Pewien uśmiech (A Certain Smile) jako Francoise Ferrand
- 1958: South Pacific jako polinezyjska kobieta
- 1961: The Light That Failed jako gospodyni
- 1961: Wyprawa na dno morza (Voyage to the Bottom of the Sea) jako dr Susan Hiller
- 1962: Czuła jest noc (Tender Is the Night) jako Baby Warren
- 1966: The Witches jako Gwen Mayfield
- 1978: The Users jako Grace St. George
- 1986: Dark Mansions jako Margaret Drake
- 1994: Dobry król (Good King Wenceslas) jako księżna Ludmiła

Seriale telewizyjne
- 1953-1955: Four Star Playhouse jako Trudy Overmeyer
- 1955: Letter to Loretta jako gość gospodyni
- 1956: The Ford Television Theatre jako Julie
- 1956: The 20th Century-Fox Hour jako Lynne Abbott
- 1956-1957: On Trial jako Adrienne
- 1956-1961: General Electric Theater jako hrabina Irene Forelli / Linda Stacey / Judith / Laurel Chapman / Melanie Langdon
- 1959: Westinghouse Desilu Playhouse jako Margaret Lewis
- 1960: Startime jako Julie Forbes
- 1960: Alcoa Presents: One Step Beyond jako Ellen Grayson
- 1961: Checkmate jako Karen Lawson
- 1962: The Dick Powell Show jako Valerie Baumer
- 1963: Wagon Train jako Naomi Kaylor
- 1963: The Alfred Hitchcock Hour jako Alice Pemberton
- 1965: The Bing Crosby Show jako Pani Taylor
- 1975: Cannon jako Thelma Cain
- 1980: Ryan's Hope jako Paige Williams
- 1981: Aloha Paradise
- 1981: Statek miłości (The Love Boat) jako Jennifer Langley
- 1983: Bare Essence jako Laura
- 1986: Przeprawy (Crossings) jako Alexandra Markham
- 1986: Hotel jako Ruth Easton

## Nagrody
- Nagroda Akademii Filmowej Najlepsza aktorka pierwszoplanowa: 1942 Podejrzenie